# اوبونوب
اوبونوب (به لاتین: Obonub) یک منطقهٔ مسکونی در روسیه است که در داغستان واقع شده‌است.